# Sangerhausen
Sangerhausen ist die Kreisstadt des Landkreises Mansfeld-Südharz im Land Sachsen-Anhalt. Die Mittelstadt befindet sich im Südwesten des Bundeslandes in der Nähe der Grenze zum Freistaat Thüringen. Als Zentrum des Sangerhäuser Reviers war sie über mehrere Jahrhunderte bis 1990 ein Standort einer bedeutenden Montanindustrie für Nichteisen-Metalle wie Kupfer und Silber.

## Geografie

### Geografische Lage
Die Berg- und Rosenstadt Sangerhausen liegt im südlichen Harzvorland, im Bundesland Sachsen-Anhalt. Nördlich von Sangerhausen erheben sich die sanften und weitestgehend bewaldeten Berge des östlichen Harzes. Südwestlich erstreckt sich die von der Helme durchflossene Goldene Aue, ein fruchtbares Tal zwischen Harz und Kyffhäusergebirge. Durch Sangerhausen fließt der kleine Fluss Gonna, welcher seinen Ursprung nördlich vom Ortsteil Grillenberg hat und südlich von Sangerhausen in die Helme mündet.
Die nächsten Großstädte sind Magdeburg, etwa 100 km nördlich, Erfurt, 70 km südlich, Göttingen, 110 km westlich und Halle, 50 km östlich von Sangerhausen gelegen.
Die Autobahn A 38 ermöglicht eine schnelle Ost-West-Anbindung an die Städte Leipzig und Göttingen. Südwestlich des Stadtgebietes beginnt die Autobahn A 71 am Dreieck Südharz.

### Geologie
Sangerhausen liegt regionalgeologisch auf dem Übergang des variszisch geprägten Grundgebirges (Unterharz) zum permisch bis triassisch geprägten südlichen Harzvorland der Goldenen Aue. Petrographisch hat es einen vergleichsweise diversen Untergrund.

#### Unterharz
Im Unterharz liegen die Struktureinheiten der Harzgeröder Zone sowie der Wippraer Zone auf dem Stadtgebiet. Erstere besteht aus devonisch-karbonischen, überwiegend marinen Sedimentiten, die mehrfach verfaltet wurden. Darunter sind Tonschiefer, Siltschiefer und Grauwacken zu nennen. Lokal sind Einschaltungen von Kalksteinen und vulkanischen Diabasen enthalten.
In der Wippraer Zone sind Metamorphite wie Phyllit und Quarzit mit ordovizischen Wirtsgesteinen aufgeschlossen. Diese sind ebenfalls mehrfach gefaltet und geschiefert. Die Wippraer Zone stellt eine überschobene Einheit aus tieferen Bereichen der Erdkruste dar. Sie wird nach Süden hin vom jüngeren Harzvorland überlagert.
Im Osten findet der Harz seinen Abschluss in den Rotliegend-Sedimenten des Ostharzer Rotliegenden und des Hornburger Sattels. Diese stellen das älteste Vorland des ehemaligen Variskischen Gebirges dar. Sie bestehen aus einer sich nach oben verfeinernden Sequenz aus Konglomeraten, Grob-, Mittel und Feinsandsteinen. Diese wurden als Sedimente einer alten Wüste abgelagert, weswegen sie ähnlich der heutigen Wendekreiswüsten rötlich gefärbt sind. Das Rotliegende erhielt seinen Namen in der Bergmannssprache als das rote Liegende des Zechsteins (siehe der folgende Abschnitt).

#### Zechstein und Kupferschiefer

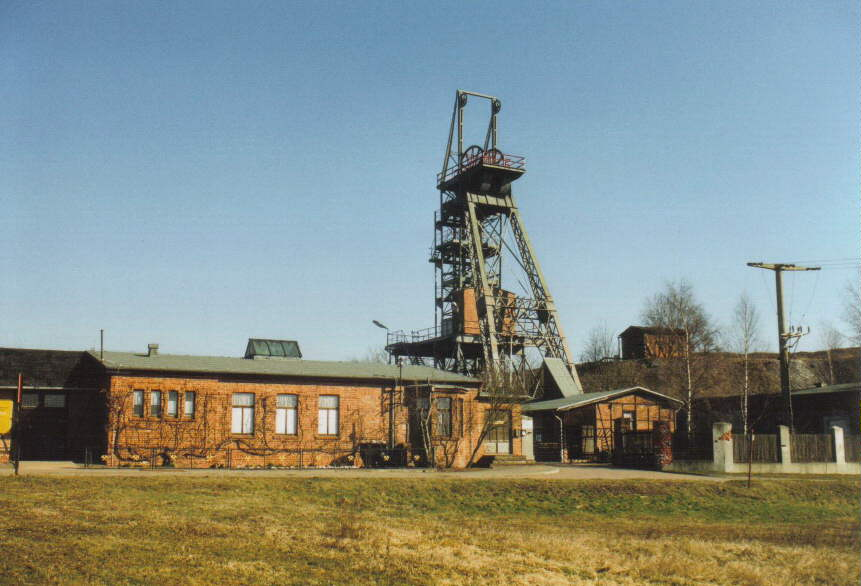
Schaubergwerk Röhrigschacht in Wettelrode

Das Südliche Harzvorland beginnt mit einem Saum aus Sedimenten des Zechsteins (siehe Südharzer Zechsteingürtel). Darunter sind u. a. Kalksteine, Ton- und Mergelsteine zu nennen. Durch die älteste Einheit des Zechsteins, den basalen Kupferschiefer, gelangte der Raum Sangerhausen wie das benachbarte Mansfelder Land in der Vergangenheit zu großer wirtschaftlicher Bedeutung. Durch die Barrierewirkung dieses ehemaligen Faulschlammes und durch seine Gehalte an Schwefelverbindungen kam es dort zu einer Ausfällung von Kupfer-/Silberhaltigen Lösungen aus dem tieferen Untergrund. Dadurch entstanden bedeutende Nichteisen-Metall-Lagerstätten, die in der Vergangenheit im großen Stil von der Mansfeld abgebaut wurden. Nachdem die Produktion die Wirren des Zweiten Weltkrieges überstanden hatte und in der DDR verstaatlicht wurde, wurde im Zuge der Friedlichen Revolution in der DDR der Abbau unwirtschaftlich und musste eingestellt werden. Im Schaubergwerk Wettelrode (siehe Röhrigschacht) können Führungen durch ein altes Abbaufeld gebucht werden.

#### Mesozoikum und Quartär
Südlich anschließend und den Zechstein überlagernd folgen die Schichten des Buntsandsteins, des Muschelkalks und des Keupers. Ganz im Süden werden diese durch die Quartären Lockersedimente der Helmeaue überlagert (Holozän).

### Stadtgliederung
Die folgende Tabelle gibt einen Überblick über die 14 Ortschaften der Stadt sowie weitere Ortsteile.

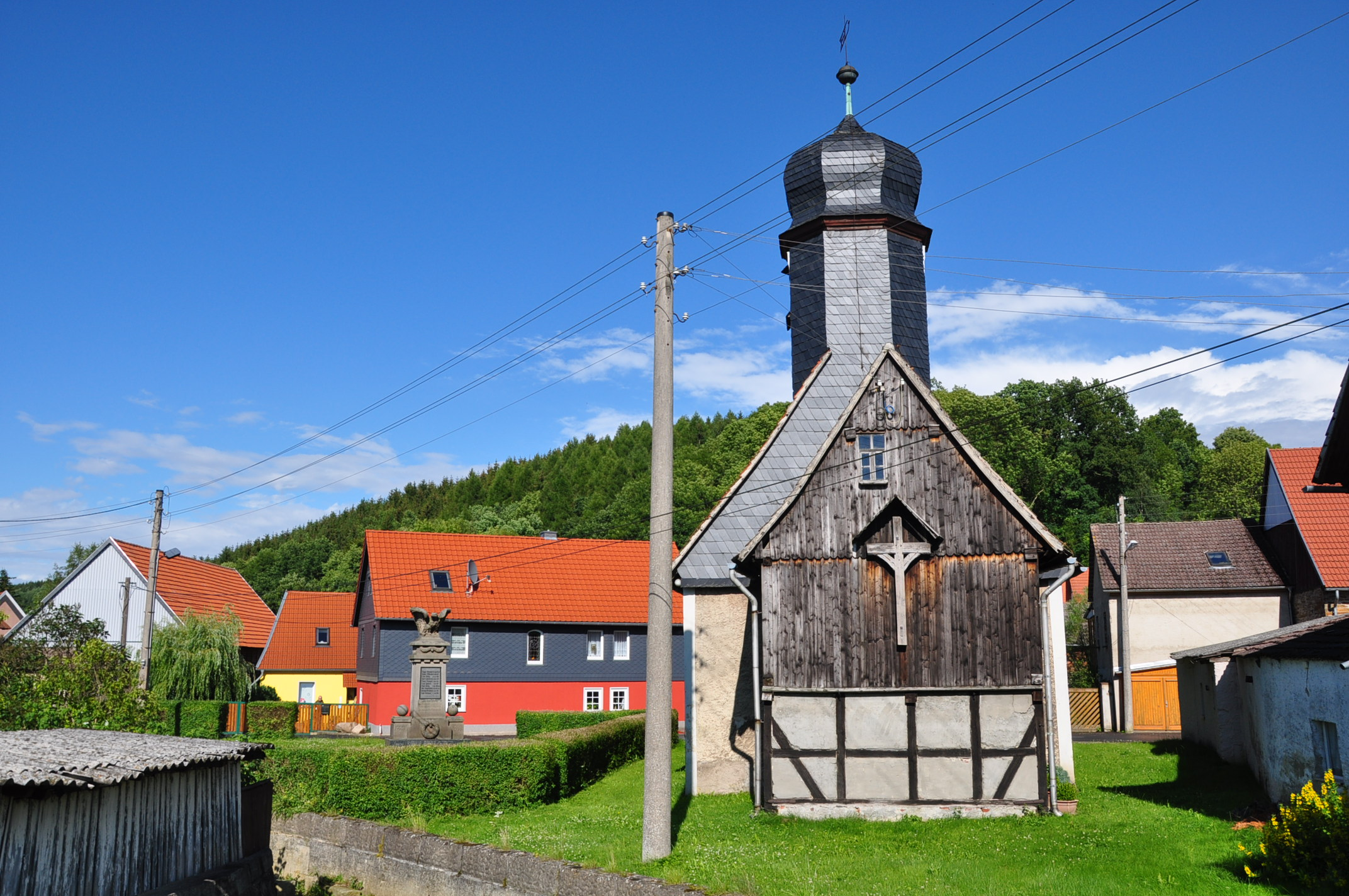
Ortsteil Wolfsberg

| Ortschaft                                           | Einwohner 1 | Die Ortschaften von Sangerhausen (anklickbare Karte) |
| --------------------------------------------------- | ----------- | ---------------------------------------------------- |
| Breitenbach                                         | 213         | Die Ortschaften von Sangerhausen (anklickbare Karte) |
| Gonna (mit Hüttenmühle und Ölmühle)                 | 610         | Die Ortschaften von Sangerhausen (anklickbare Karte) |
| Grillenberg (mit Klippmühle)                        | 265         | Die Ortschaften von Sangerhausen (anklickbare Karte) |
| Großleinungen                                       | 417         | Die Ortschaften von Sangerhausen (anklickbare Karte) |
| Horla                                               | 94          | Die Ortschaften von Sangerhausen (anklickbare Karte) |
| Lengefeld (mit Meuserlengefeld und Schlösschenkopf) | 609         | Die Ortschaften von Sangerhausen (anklickbare Karte) |
| Morungen                                            | 143         | Die Ortschaften von Sangerhausen (anklickbare Karte) |
| Oberröblingen (mit Kloster Rohrbach)                | 1.485       | Die Ortschaften von Sangerhausen (anklickbare Karte) |
| Obersdorf                                           | 476         | Die Ortschaften von Sangerhausen (anklickbare Karte) |
| Riestedt                                            | 1.259       | Die Ortschaften von Sangerhausen (anklickbare Karte) |
| Rotha (mit Paßbruch)                                | 261         | Die Ortschaften von Sangerhausen (anklickbare Karte) |
| Sangerhausen 2                                      | 18.229      | Die Ortschaften von Sangerhausen (anklickbare Karte) |
| Wettelrode                                          | 499         | Die Ortschaften von Sangerhausen (anklickbare Karte) |
| Wippra 3                                            | 1.328       | Die Ortschaften von Sangerhausen (anklickbare Karte) |
| Wolfsberg                                           | 119         | Die Ortschaften von Sangerhausen (anklickbare Karte) |

Die Ortschaft Riestedt wurde am 1. Dezember 2005 eingemeindet, die Ortschaft Wippra am 1. Januar 2008. Sämtliche anderen Ortschaften wurden am 1. Oktober 2005 eingemeindet.
Pfeiffersheim bei Sangerhausen wird nicht mehr als Ortsteil geführt, sondern ist eine Straßenbezeichnung in der Stadt.
Westlich von Sangerhausen liegt die Wüstung Kieselhausen.

### Ausdehnung des Stadtgebiets
Die Ost-West-Ausdehnung der Einheitsgemeinde Sangerhausen beträgt knapp 23 km und die Nord-Süd-Ausdehnung knapp 21 km. Die Kernstadt von Sangerhausen hat eine Ausdehnung von 4 km in ostwestlicher Richtung und 5,5 km in nordsüdlicher Richtung.

### Nachbargemeinden
Nachbargemeinden sind Harzgerode (Landkreis Harz) im Norden, Südharz im Westen, Wallhausen und Edersleben im Süden und Allstedt und Mansfeld im Osten.

## Geschichte

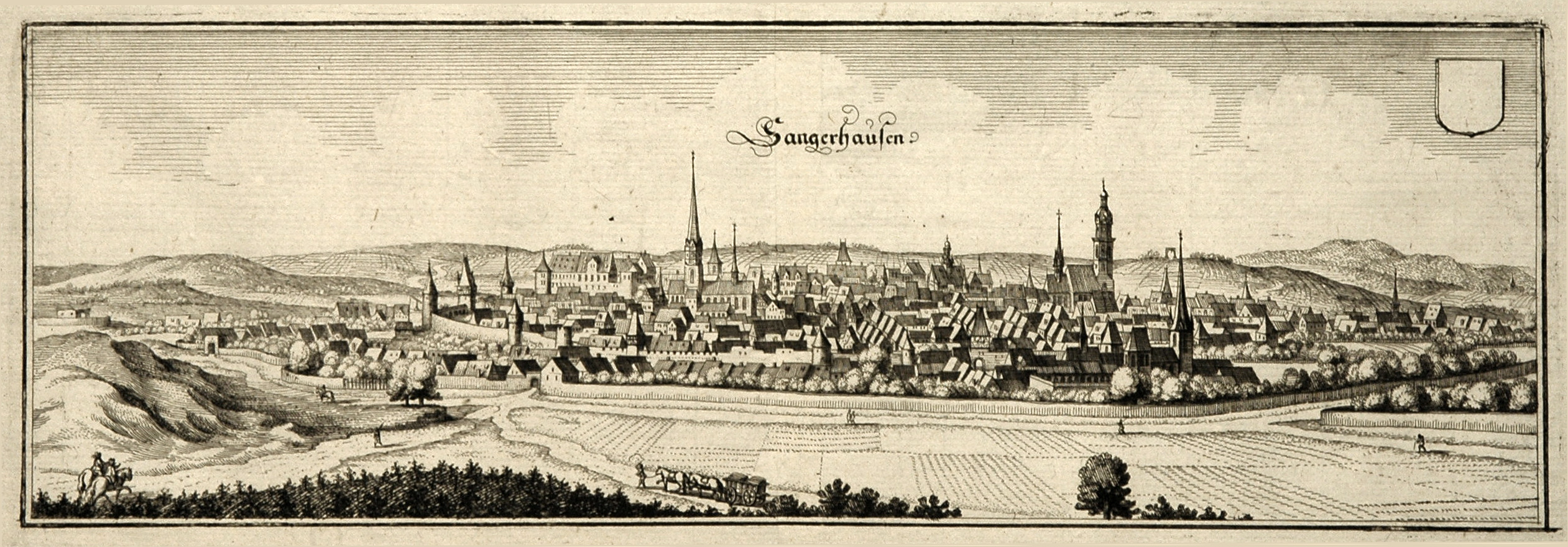
Sangerhausen um 1650

### Mittelalter
Sangerhausen ist vermutlich eine fränkische Gründung. Erstmals erwähnt wurde die Siedlung in einem zwischen 780 und 802 erstellten Urkundenbuch des Klosters Fulda. In einem zwischen 881 und 899 entstandenen Verzeichnis des Zehnten des Klosters Hersfeld wird Sangerhausen als zehntpflichtiger Ort Sangerhus im Friesenfeld genannt. 991 gehörte das Dorf zum Kloster Memleben. Ab dem 10. Jahrhundert gab es einen Fronhof im Bereich der heutigen Ulrichkirche. Nachdem Sangerhausen zwischen 1004 und 1017 das Marktrecht verliehen wurde, entstand im Bereich des heutigen Alten Marktes ein Marktflecken. Dieser wuchs infolge des Zuzugs von Kaufleuten mit dem Frohnhof im Norden zusammen. 1194 wurde dem Dorf das Stadtrecht verliehen. Im Jahre 1204 erhielt die nunmehrige Stadt Schutz durch einen Palisadenzaun, 1263 erhielt sie dann eine Stadtmauer und 1485 fiel sie an die albertinische Linie der Wettiner.
Von den in der ersten Siedlungsphase entstandenen Dörfern in der Umgebung Sangerhausens überstanden viele das Hochmittelalter nicht. Durch Kriege, Seuchen und Klimaveränderungen mussten sie wieder aufgegeben werden. Von den untergegangenen Dorfstätten sind um Sangerhausen als Wüstung heute die folgenden bekannt. Westlich von Sangerhausen standen Alvensleben und Kieselhausen. Nach letzterem ist heute die Kyselhäuser Straße als Hauptausfallstraße nach Westen benannt. Im Harz gab es die Dörfer Bodenschwende, Deikerode, Herchensole, Hohenrode, Tiefenbeek und Wenkerode. In Richtung Allstedt gab es Lobesdorf und Grabesdorf.
Ein wichtiger Wirtschaftszweig war seit dem Mittelalter der Abbau eines Silber- und Kupferhaltigen Tonsteins, genannt Kupferschiefer. Nachdem die oberflächennah anstehenden Bereiche dieses Flözes erschöpft waren, wurde der Abbau mit einfachsten Mitteln von der ansässigen Bevölkerung in engen Stollen weiter betrieben. Mit dem technischen Fortschritt wanderte der Abbau in die immer tieferliegenden Erzbereiche nach Süden.
Im Jahre 1391 wurde zum ersten Mal in der meißnischen Groschengeschichte außerhalb der Landesmünzstätte Freiberg in der neu errichteten Münzstätte Sangerhausen Groschengeld geprägt. Die neue Münze war für Zahlungsverpflichtungen im Harzer Silberbergbau errichtet worden.
Da sich viele Bürger von Sangerhausen 1525 am Bauernkrieg beteiligten, wurde die Stadt mit 5.000 Gulden und sieben Hinrichtungen bestraft. Erst nach dem Tod Herzog Georgs des Bärtigen setzte sich 1539 die Reformation durch.

### Neuzeit

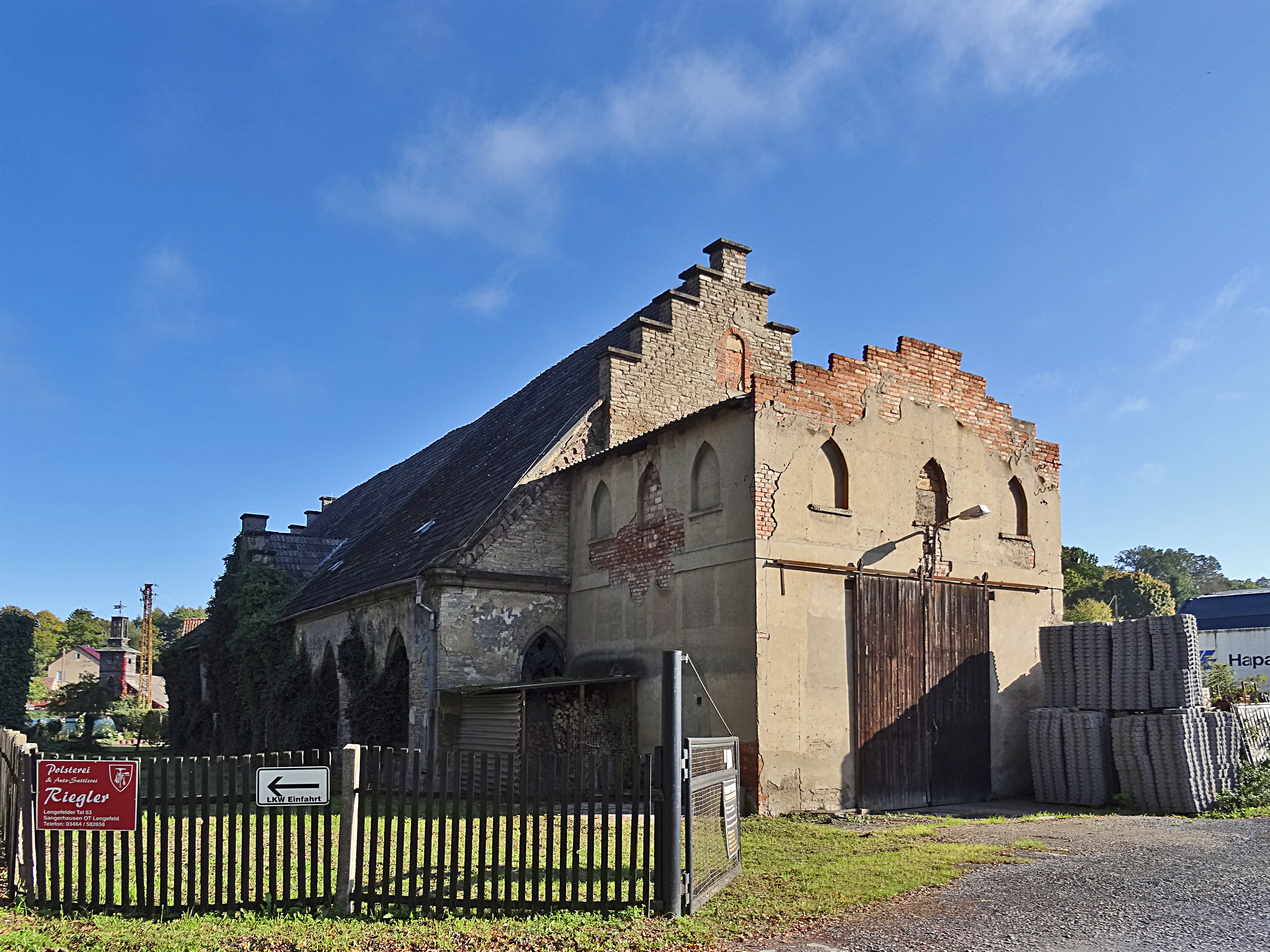
Neue Kupferhütte von 1835

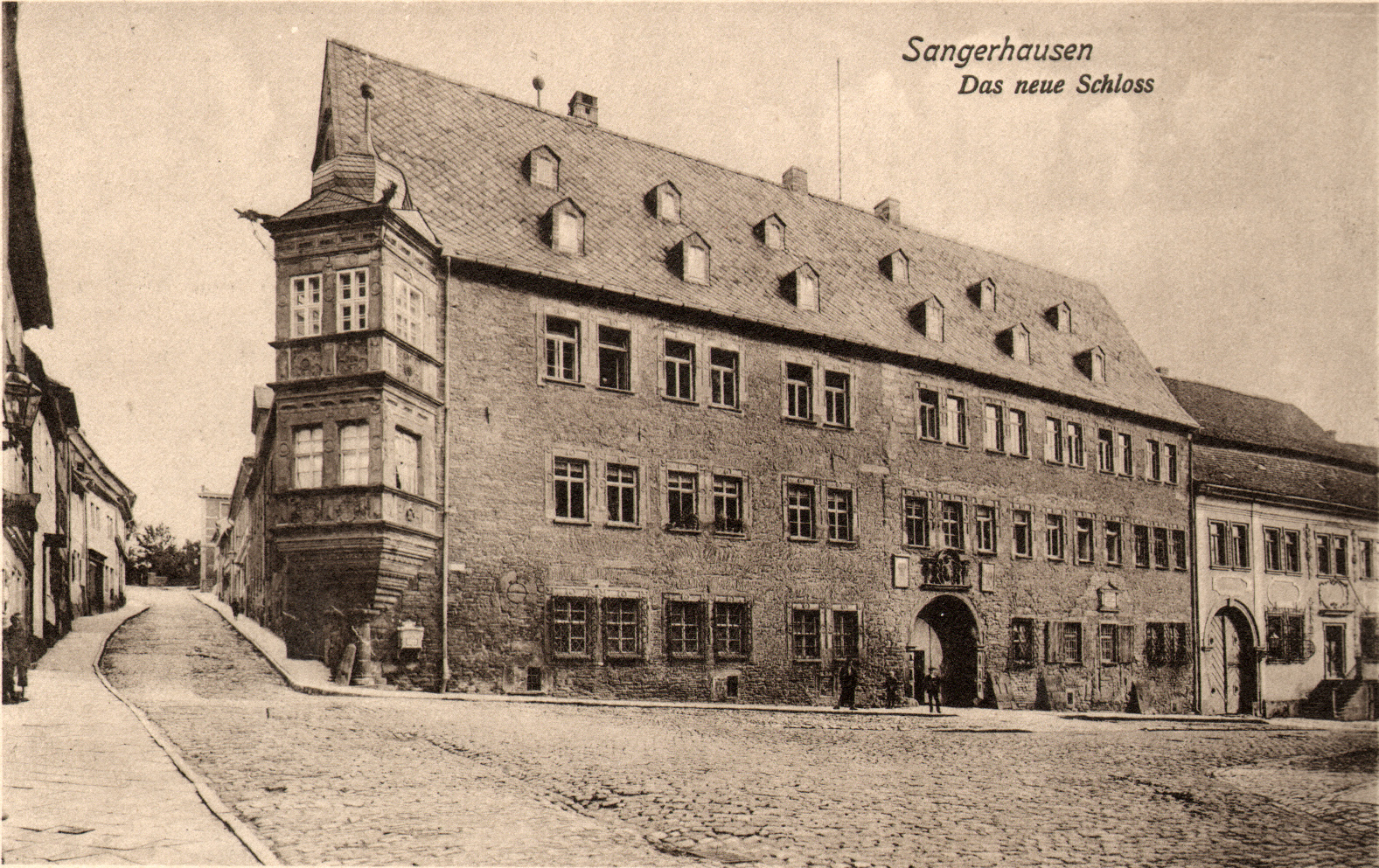
Neues Schloss (um 1900)

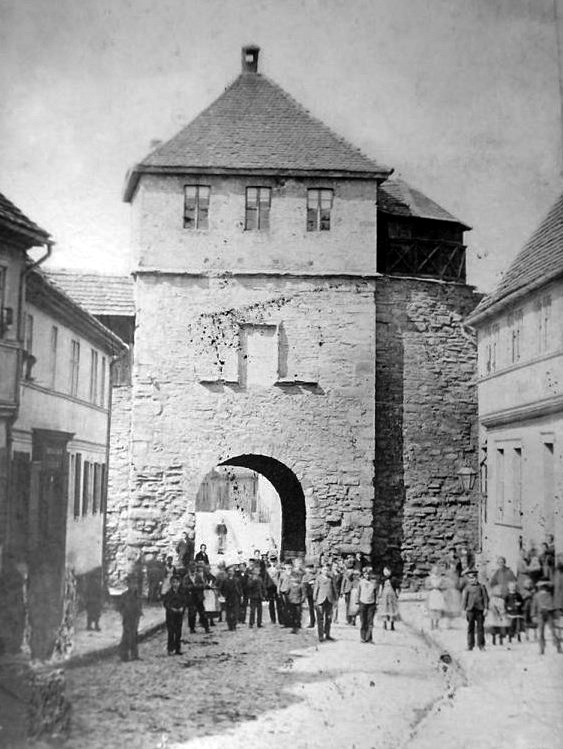
Altes Göpenthor (um 1900)

In Sangerhausen fanden zwischen 1536 und 1710 Hexenverfolgungen statt. 22 Personen, 17 Frauen und fünf Männer, gerieten in Hexenprozesse. Mindestens drei Frauen wurden verbrannt, eine Frau und drei Männer enthauptet, zwei Frauen starben unter der Folter. Als erstes Opfer wurde 1536 Jutte Stulzingk verbrannt. Im heutigen Ortsteil Grillenberg kam es in den Jahren 1607 bis 1614 zu ähnlichen Prozessen: eine als Hexe angeklagte Frau wurde verbrannt, eine andere des Landes verwiesen.
Bis zum 19. Jahrhundert ging die Bedeutung des Bergbaus allmählich zurück.
1815 wurde Sangerhausen preußisch und Verwaltungssitz des Landkreises Sangerhausen im Regierungsbezirk Merseburg der Provinz Sachsen. Der Anschluss an das Eisenbahnnetz erfolgte am 10. Juli 1866 durch die Bahnstrecke Halle–Hann. Münden. 1880 kam noch die Bahnstrecke nach Erfurt hinzu. Die Industrialisierung führte zur Ansiedlung von Fabriken, die Feilen, Fahrräder, Malz, Klaviere, Maschinen, Möbel, Leder, Käse und Zucker herstellten. Im Jahre 1903 wurde das Rosarium im Osten der Stadt gegründet.
Im Zweiten Weltkrieg erlitt Sangerhausen mehrere US-amerikanische Luftangriffe, deren Hauptziel der Bahnhof war. Am 22. Februar 1945 erfolgte ein Angriff durch 11 schwere Bomber des Typs B-24 „Liberator“ mit 23,5 Tonnen Sprengbomben auf Bahnhof, Gaswerk und Stadt. Vom 7. bis 11. April 1945 war das Bahnhofsareal täglich das Ziel von Tiefangriffen durch Jagdbomber. Das Bahnhofshauptgebäude wurde am 7. April 1945 zerstört, als ein beladener Munitionszug zur Explosion gebracht wurde. Insgesamt verloren bei den Luftangriffen auf Sangerhausen 87 Menschen das Leben.
Am 12. April 1945 wurde die Stadt von der US-Armee besetzt und am 3. Juli an die Rote Armee übergeben. Damit wurde sie Bestandteil der SBZ und ab 1949 der DDR.
Bereits während des Zweiten Weltkriegs wurden Sondierungen zur Wiederaufnahme des Bergbaus vorgenommen. 1951 begann mit dem VEB Thomas-Münzer-Schacht wieder die Förderung von Kupfererz, die jedoch nach der Wiedervereinigung eingestellt werden musste, da die Gestehungskosten den Weltmarktpreis um mehr als das Zehnfache übertrafen.

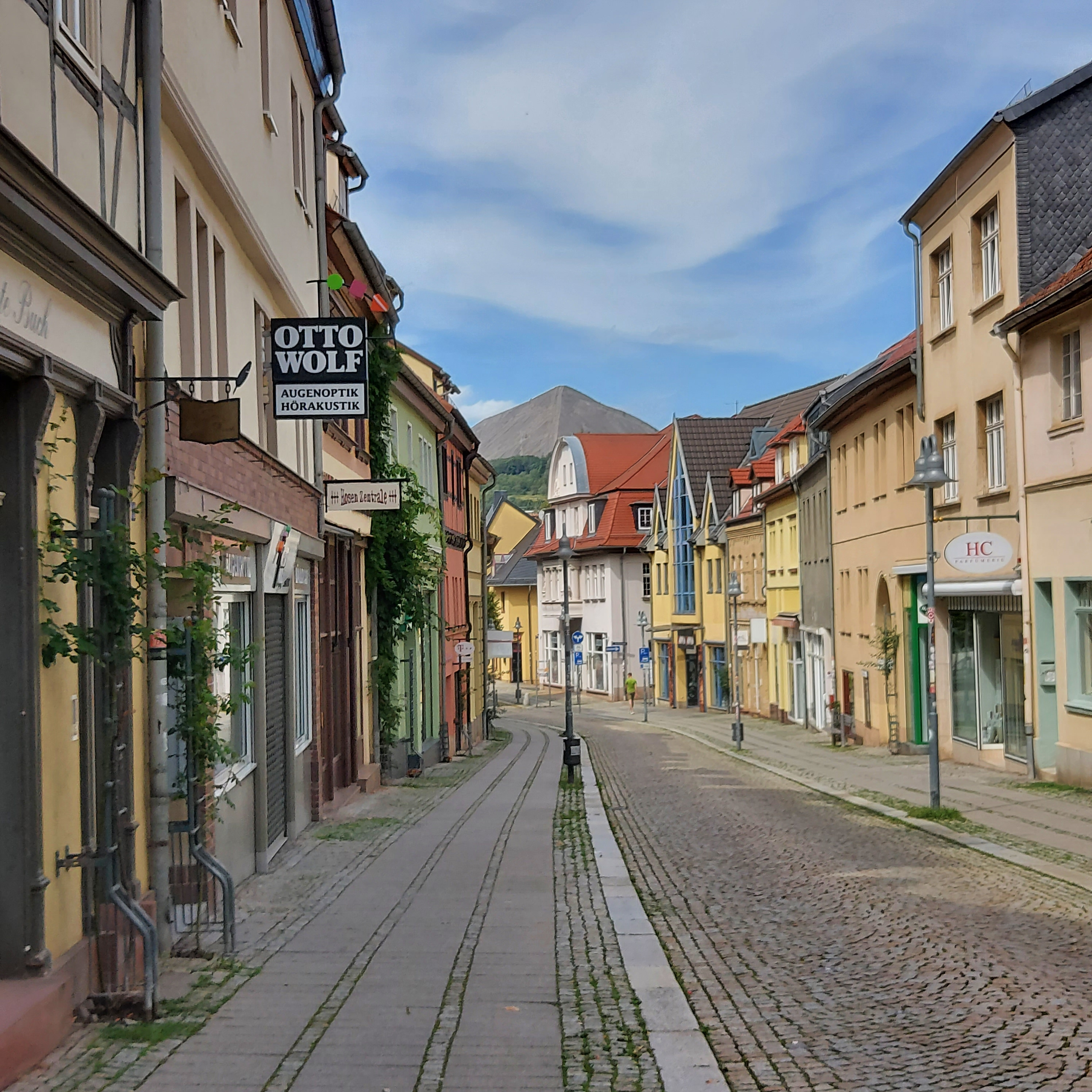
Abraumhalden prägen weiterhin das Stadtbild

Zeugen des einstigen Bergbaus sind der Röhrigschacht und die riesige Abraumhalde Hohe Linde im Norden der Stadt.
Zu DDR-Zeiten unterhielt das Ministerium für Staatssicherheit in der Mogkstraße eine Kreisdienststelle.
Während der Friedlichen Revolution 1989/90 wurde ein Runder Tisch gebildet und es kam zu Demonstrationen mit bis zu 25.000 Teilnehmern.
Am 23. September 2015, anlässlich des 25. Jahrestages der deutschen Wiedervereinigung, pflanzten Oberbürgermeister Ralf Poschmann, SDW-Vorsitzender Peter Edel und Fielmann-Niederlassungsleiterin Jacqueline Görz ein Baumdenkmal für die Deutsche Einheit bei den Altendorf-Terrassen.

### Eingemeindungen
Am 1. Oktober 2005 wurde die Verwaltungsgemeinschaft Sangerhausen aufgelöst, und deren Mitgliedsgemeinden Gonna, Grillenberg, Horla, Lengefeld, Morungen, Oberröblingen, Obersdorf, Rotha und Wettelrode sowie die Gemeinden Breitenbach, Großleinungen und Wolfsberg aus der Verwaltungsgemeinschaft Roßla-Südharz wurden in die Stadt Sangerhausen eingemeindet. Am 1. Dezember 2005 folgte die Gemeinde Riestedt aus der Verwaltungsgemeinschaft Allstedt-Kaltenborn und am 1. Januar 2008 wurde die Gemeinde Wippra aus der Verwaltungsgemeinschaft Wipper-Eine nach Sangerhausen eingemeindet.

## Bevölkerung
| Jahr | Einwohner |
| ---- | --------- |
| 1824 | 4.419     |
| 1895 | 11.414    |
| 1946 | 16.220    |
| 1950 | 16.753    |
| 1960 | 23.778    |
| 1981 | 33.822    |
| 1990 | 32.697    |
| 1995 | 29.734    |
| 2000 | 25.399    |

| Jahr | Einwohner |
| ---- | --------- |
| 2006 | 30.123    |
| 2010 | 29.679    |
| 2015 | 27.752    |
| 2020 | 25.703    |
| 2021 | 25.419    |
| 2022 | 25.788    |
| 2023 | 25.650    |
| 2024 | 25.392    |

Einwohnerentwicklung von 1824 bis 2017 wie in nebenstehender Tabelle

ab 1990: Stand: 31. Dezember des jeweiligen Jahres (Angaben des Statistischen Landesamtes Sachsen-Anhalt), ab 2011 auf Basis des Zensus 2011, ab 2022 auf Basis des Zensus 2022
Die Zunahme der Einwohnerzahl 2006 ist auf die Eingemeindung umliegender Ortschaften zurückzuführen.

## Politik

### Stadtrat
Der Stadtrat von Sangerhausen besteht entsprechend der Einwohnerzahl der Stadt aus 36 Mitgliedern und dem Oberbürgermeister. Die Kommunalwahl am 9. Juni 2024 führte bei einer Wahlbeteiligung von 51,0 % zu folgendem Ergebnis:
| AfD                                           | –      | –  | 19,0 % | 5  | 29,0 % | 10 |
| CDU                                           | 24,7 % | 9  | 21,9 % | 8  | 28,4 % | 10 |
| Bürgerinitiative Sangerhausen (B.I.S)         | 15,2 % | 5  | 11,1 % | 4  | 13,0 % | 5  |
| Die Linke                                     | 25,2 % | 9  | 15,6 % | 5  | 09,6 % | 4  |
| Bürgerinitiative Ortsteile Sangerhausen (BOS) | 16,8 % | 6  | 08,2 % | 3  | 09,3 % | 3  |
| SPD                                           | 09,3 % | 3  | 10,6 % | 4  | 08,9 % | 3  |
| FDP                                           | 05,0 % | 2  | 06,2 % | 2  | 01,8 % | 1  |
| Bündnis 90/Die Grünen                         | 01,9 % | 1  | 03,6 % | 1  | –      | –  |
| Bauernverband                                 | –      | –  | 02,1 % | 1  | –      | –  |
| Einzelbewerber Harald Koch                    | –      | –  | 01,8 % | 1  | –      | –  |
| FBM / WGF / SGH                               | 01,9 % | 1  | –      | –  | –      | –  |
| Insgesamt                                     | 100 %  | 36 | 100 %  | 34 | 100 %  | 36 |

Bei der Wahl 2019 entfielen auf die AfD sieben Sitze, von denen zwei unbesetzt blieben, weil die Partei nur fünf Kandidaten nominiert hatte.

### Oberbürgermeister
- 2017–2024: Sven Strauß (SPD)
- seit 2024: Torsten Schweiger (CDU)

Schweiger gewann am 28. April 2024 mit 60,8 % der gültigen Stimmen die Stichwahl gegen den Kandidaten der AfD.  Seine Amtszeit beträgt sieben Jahre.

### Wappen
| Wappen von Sangerhausen | Blasonierung: „In Blau zwei schräggekreuzte, von einem goldenen ‚S‘ durchschlungene silberne Doppelhaken; die Hakenspitzen seitlich einander zugekehrt.“                                                                                         |
| Wappen von Sangerhausen | Wappenbegründung: Das Wappen mit dem Buchstaben „S“ wird bereits seit 16. Jahrhundert verwendet. Das Symbol der Doppelhaken, siehe Wolfsangel, wird in Sangerhausen ebenfalls seit dem 16. Jahrhundert als städtische Grenzmarkierung verwendet. |

Die Farben der Stadt sind Blau-Weiß.

### Städtepartnerschaften
Sangerhausen unterhält Städtepartnerschaften mit dem hessischen Baunatal, der slowakischen Stadt Trnava sowie mit dem polnischen Zabrze (auch bekannt als Hindenburg O.S.).

## Kultur und Sehenswürdigkeiten
Sehenswert ist der mittelalterliche Stadtkern mit seinen Bürgerhäusern aus der Zeit der Renaissance. Dort stehen u. a. drei mittelalterliche Stadtkirchen: die Marktkirche St. Jakobi, die Kirche St. Ulrici (eine im Kern romanische Pfeilerbasilika) und die Marienkirche. Auch einige Profanbauten wie das Alte Schloss, von dem nur noch Reste vorhanden sind. Das Neue Schloss (als heutiger Sitz des Amtsgerichts) oder das Rathaus Sangerhausen stammen noch aus dem Mittelalter.

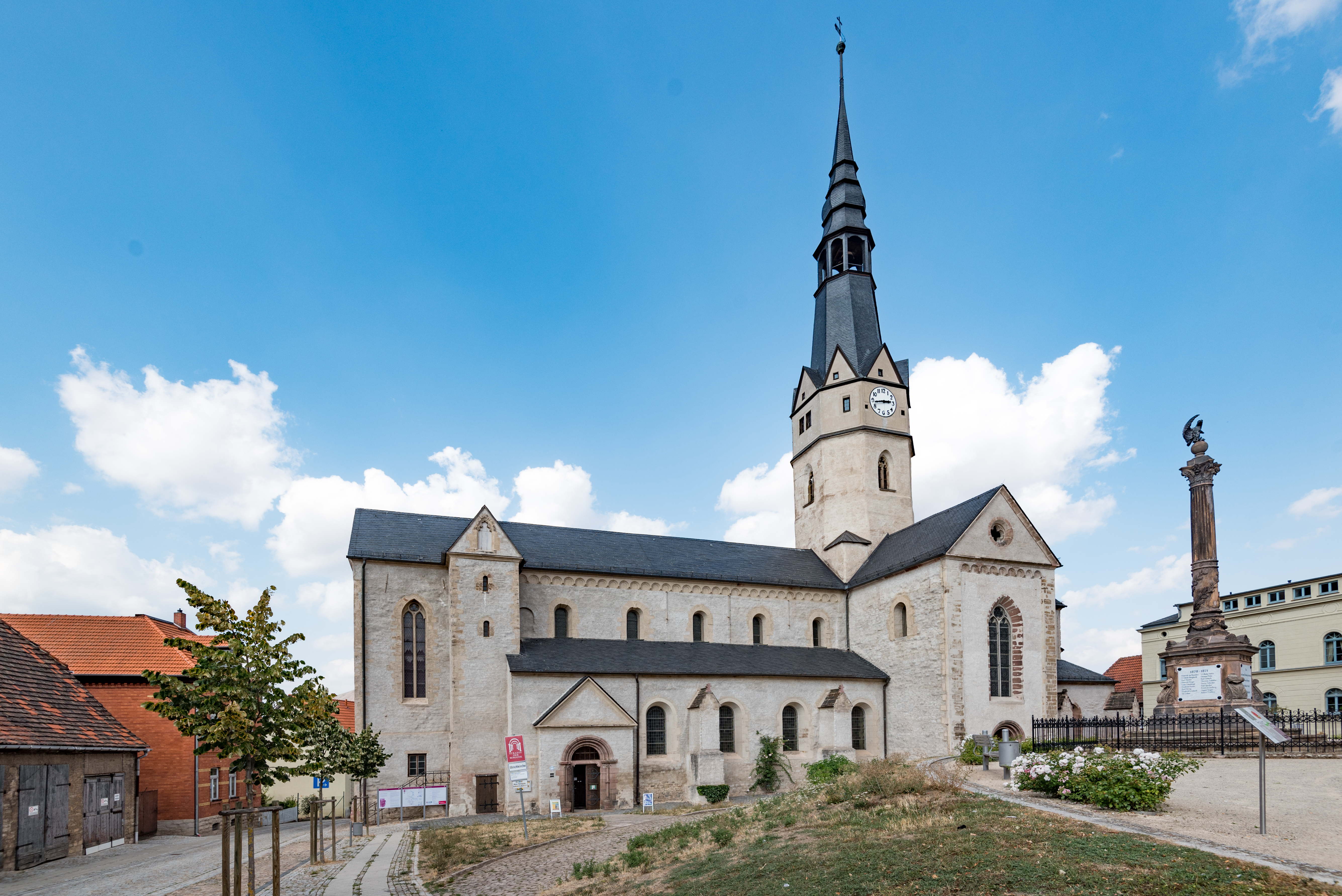
Ulrichkirche (St. Ulrici)
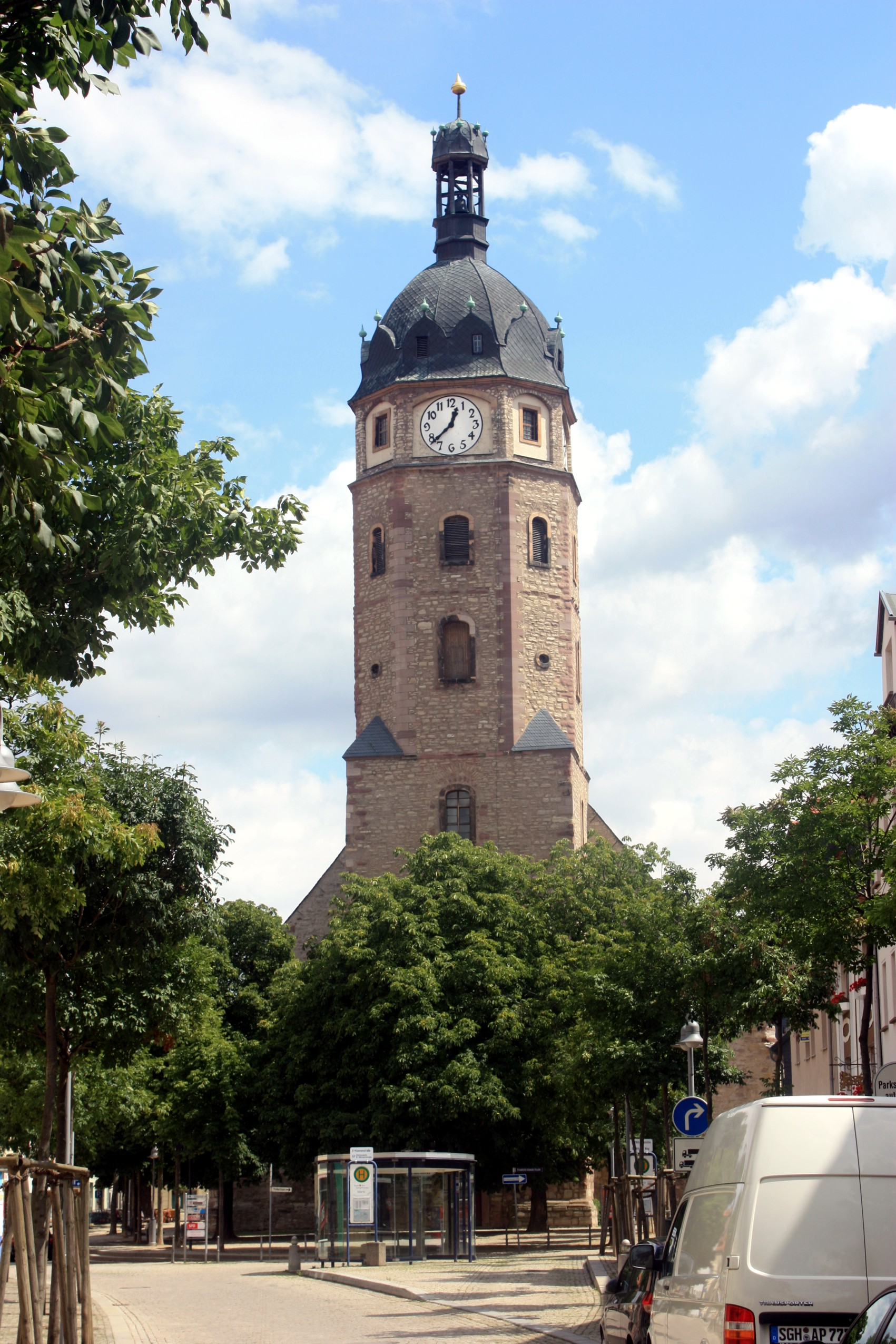
Kirchturm der Marktkirche St. Jakobi
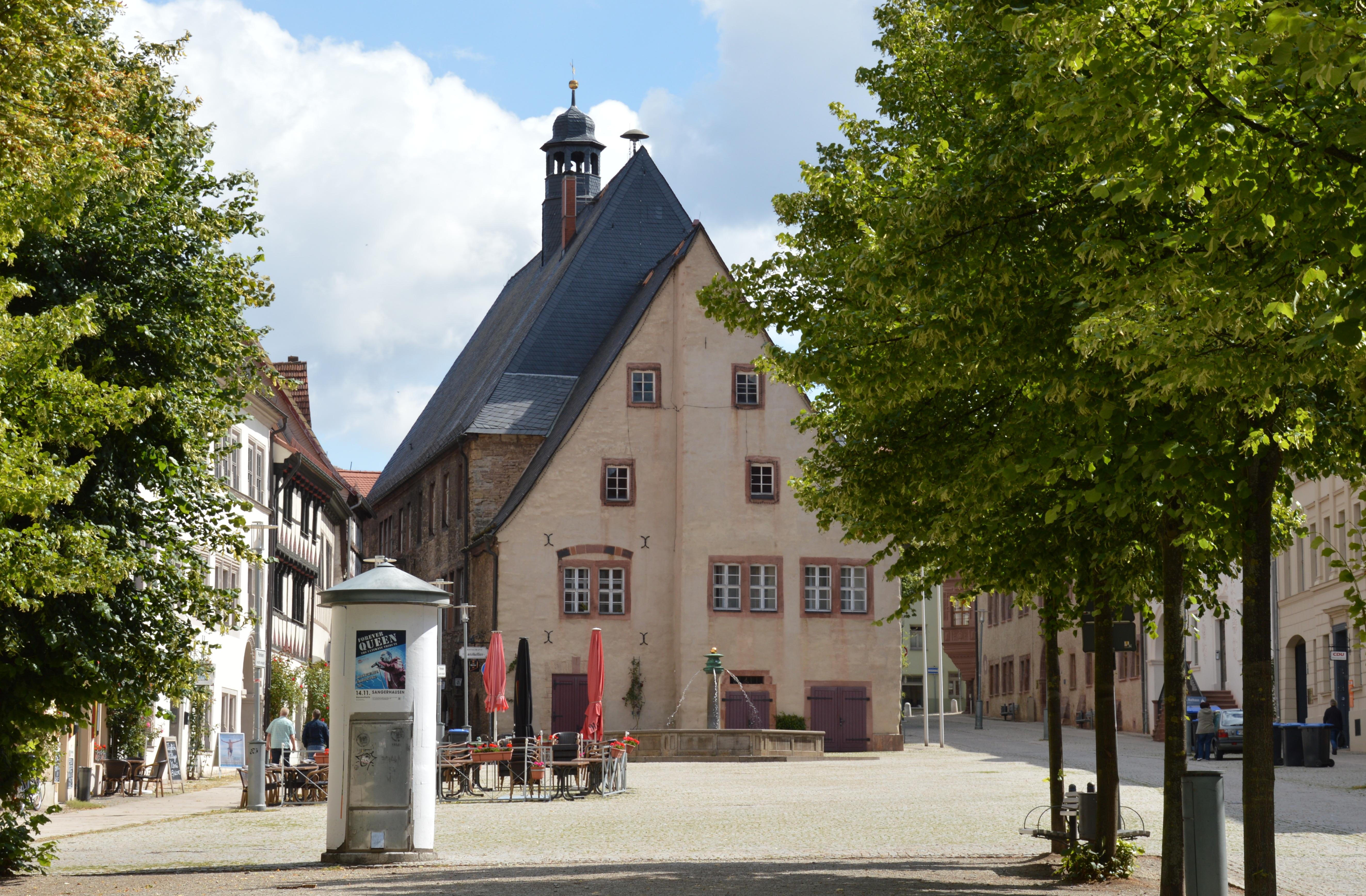
Altes Rathaus, erbaut um 1550
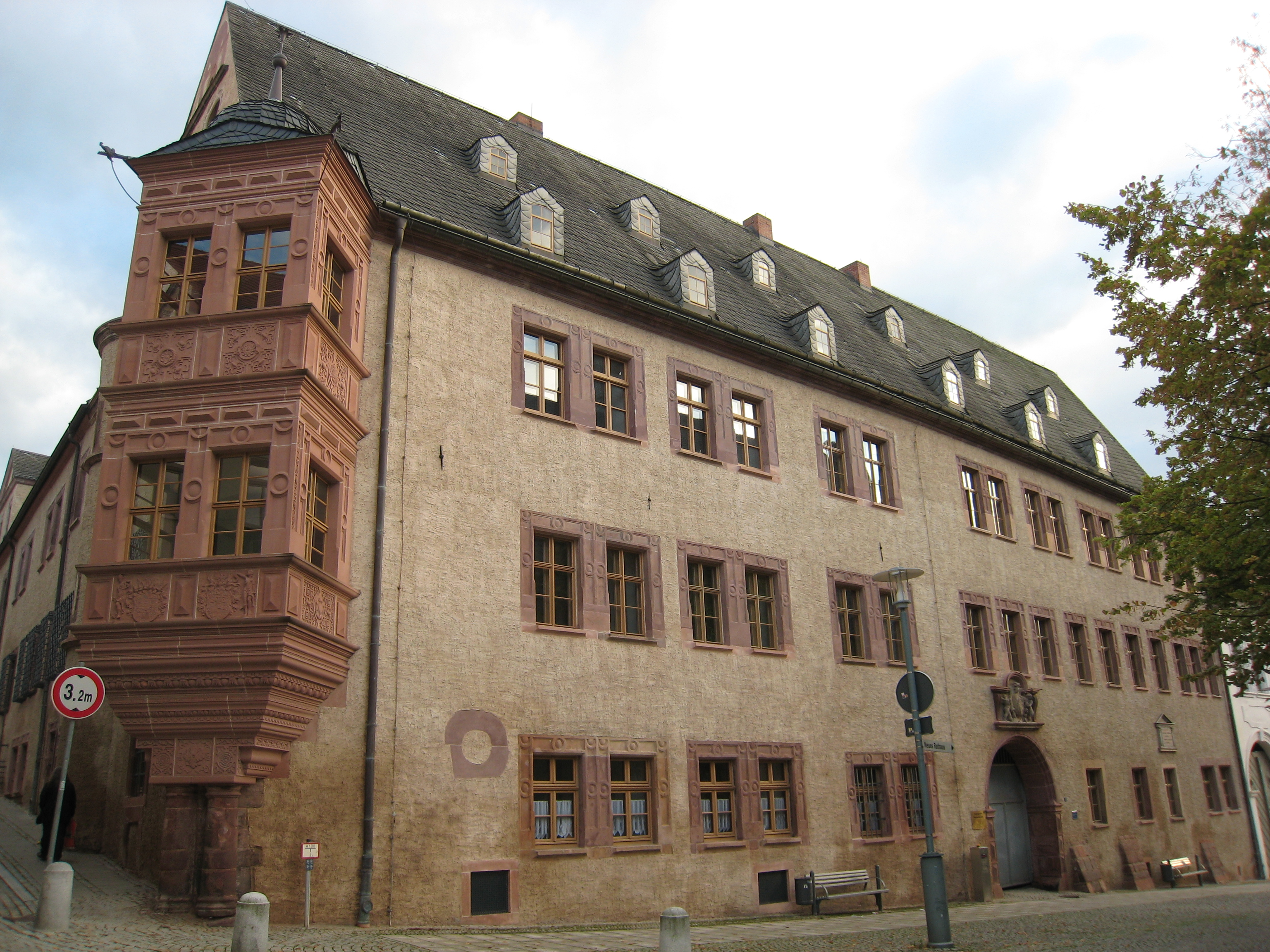
Neues Schloss (Amtsgericht)

Seit 1907 gibt es im Stadtgebiet eine Neuapostolische Kirche. Die neugotische, katholische Herz-Jesu-Kirche wurde 1894 geweiht.
Rosarium

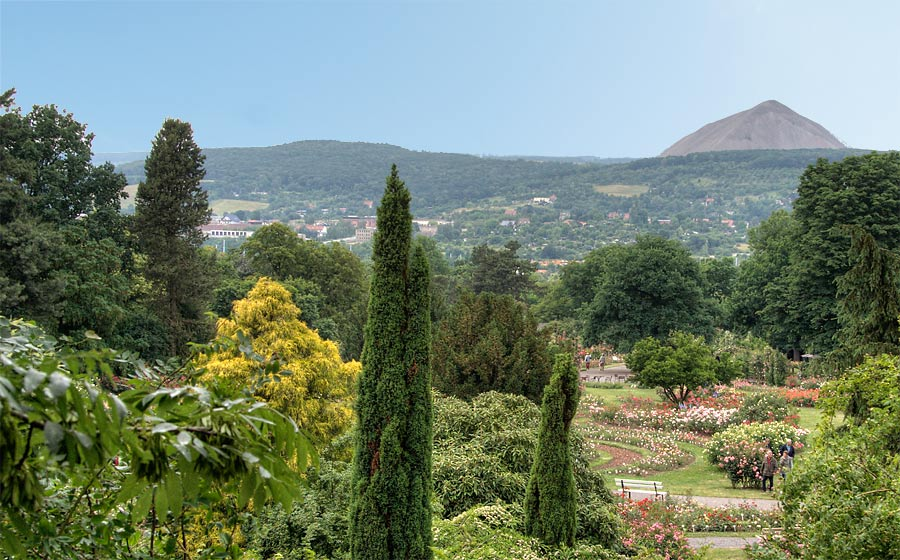
Rosarium in Sangerhausen und Abraumhalde Hohe Linde

Das Europa-Rosarium zwischen der Altstadt und dem Stadtteil Othal wurde 1903 gegründet. Es trägt seinen heutigen Namen seit 1993. Im Rosarium findet sich nach Angaben des Betreibers die größte Rosensammlung der Welt. Das Rosarium ist für Stadt und Region identitätsstiftend, so enthielt bis 2007 das Wappen des Landkreises Sangerhausen eine stilisierte Rose. Der Landkreis Mansfeld-Südharz als sein Nachfolger zeigt in seinem Wappen ebenfalls eine stilisierte Rosenblüte als Symbol für Sangerhausen. Die Stadt nutzt außerdem den Zusatz Rosenstadt in ihrem Stadtmarketing. Das Rosarium gehört zum Netzwerk Gartenträume Sachsen-Anhalt.
Baumdenkmal
Das Baumdenkmal für die Deutsche Einheit bei den Altendorf-Terrassen wurde 2015 gepflanzt und enthält statt der für Ostdeutschland symbolischen Kiefer eine Winterlinde.
Schaubergwerk Röhrigschacht
In der Ortschaft Wettelrode befindet sich das Schaubergwerk Röhrigschacht. In diesem können verschiedene Führungen durch die alten Abbaufelder des Kupferschiefer-Bergbaus gebucht werden. Die Einfahrt erfolgt meist durch einen alten Förderkorb in mehrere hundert Meter Tiefe. Die Touren haben verschiedene Schwierigkeitsgrade und Zeitdauern. Neben den geschichtlich-technischen Führungen für gewöhnliche Besucher können ausgedehnte, tagesfüllende unterirdische Touren zu versteckten Schlotten mit Gips-Kristallen unternommen werden. Teilweise werden Bootstouren durch geflutete Stollen angeboten. Oberirdisch gehört ein Museum zum Schaubergwerk.
Spengler-Museum

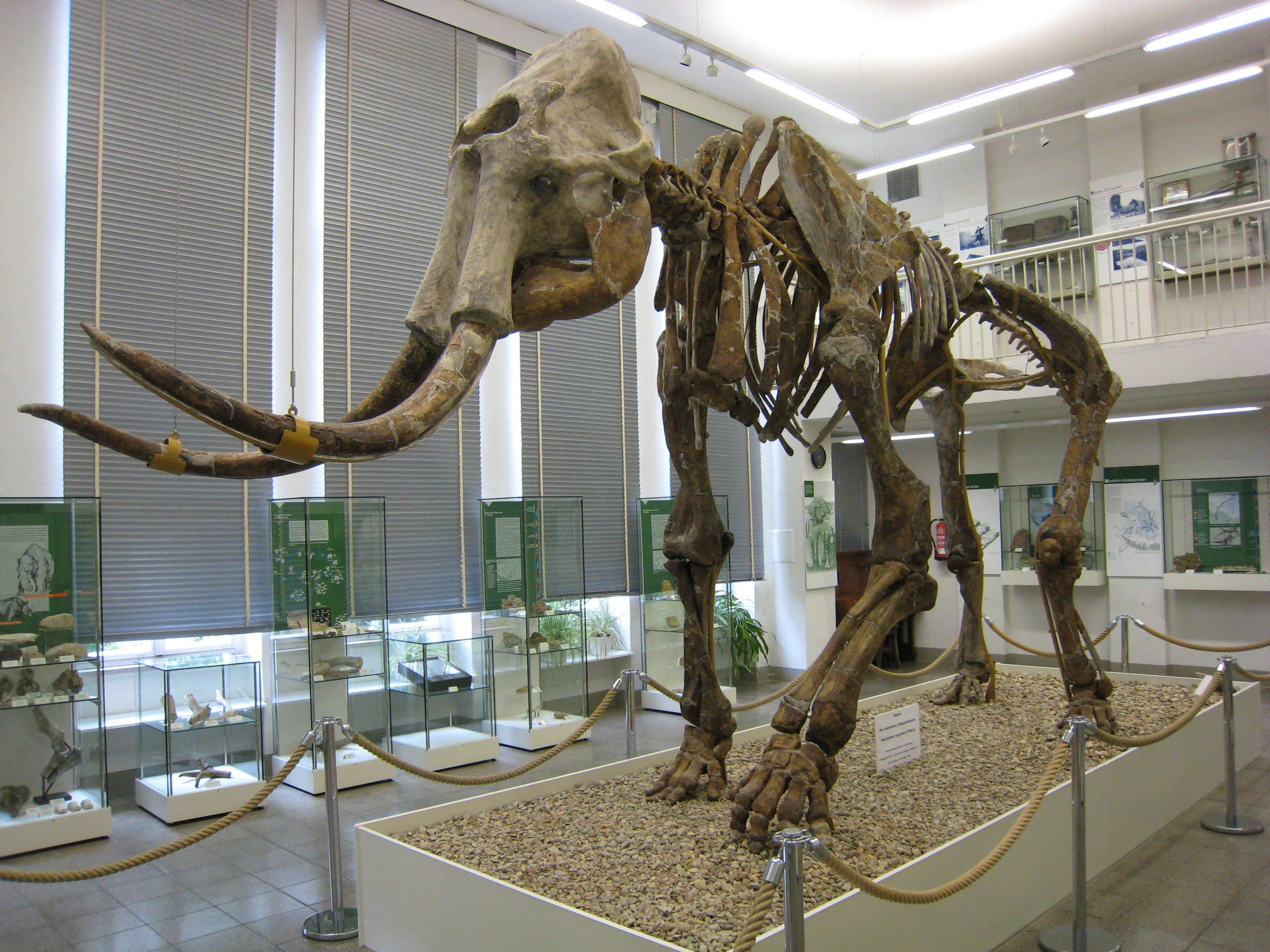
Mammut im Spengler-Museum

Das Spengler-Museum befindet sich neben dem Sangerhäuser Hauptbahnhof in einem zwei-etagigen Bau. Es ist dem Heimat- und Naturforscher Gustav Adolf Spengler (1869–1961) gewidmet, der am Aufbau der Sammlung maßgeblich beteiligt war. Das Museum enthält Ausstellungen zur Naturgeschichte und zur Stadtgeschichte Sangerhausens mit zahlreichen Exponaten. Darunter sind insbesondere ein in einem Saal lebensgroß installiertes Skelett eines Mammuts zu nennen, das Anfang der 1930er Jahre bei Edersleben ausgegraben wurde.
Klosterruine St. Katharina
Kaiser-Otto-Höhenweg
Sangerhausen ist seit November 2012 Ausgangspunkt des in Bennungen endenden, 14 Kilometer langen Streckenwanderwegs Kaiser-Otto-Höhenweg am südöstlichen Rand des Harzes.

### Volksfeste
Jährlich wird am ersten Wochenende im September das Kobermännchenfest veranstaltet, für das Sangerhausen bekannt ist.

### Sport
Bedeutende Sportvereine der Stadt sind der VfB Sangerhausen und der ASV 1902 Sangerhausen.
2005 wurden Mike und Steve Pfaffenberger (RSV Sangerhausen) Weltmeister im Zweier-Radball.
2021 hatte sich Sangerhausen zusammen mit dem Landkreis Mansfeld-Südharz als Host Town für die Gestaltung eines viertägigen Programms für eine internationale Delegation der Special Olympics World Summer Games 2023 in Berlin beworben. 2022 war die Stadt als Gastgeberin für Special Olympics Albanien ausgewählt worden. Damit ist Sangerhausen Teil des größten kommunalen Inklusionsprojekts in der Geschichte der Bundesrepublik, an dem über 200 Host Towns mitwirken.

## Wirtschaft und Infrastruktur

### Wirtschaft
Die Region um Sangerhausen zählt zu den wirtschaftsschwächsten in Deutschland. Mit dem Niedergang des Bergbaus fiel nach 1990 der Haupterwerbszweig für die Menschen der Gegend weg. Derzeit (Stand: März 2019) liegt die Arbeitslosenquote bei 10,0 Prozent. Dennoch konnten einige Traditionsbetriebe wie die MIFA Mitteldeutsche Fahrradwerke bestehen bleiben und sich am Markt behaupten. Seit 2019 besteht in Sangerhausen ein Produktionsstandort der badischen GMT Gummi-Metall-Technik GmbH.

### Verkehr

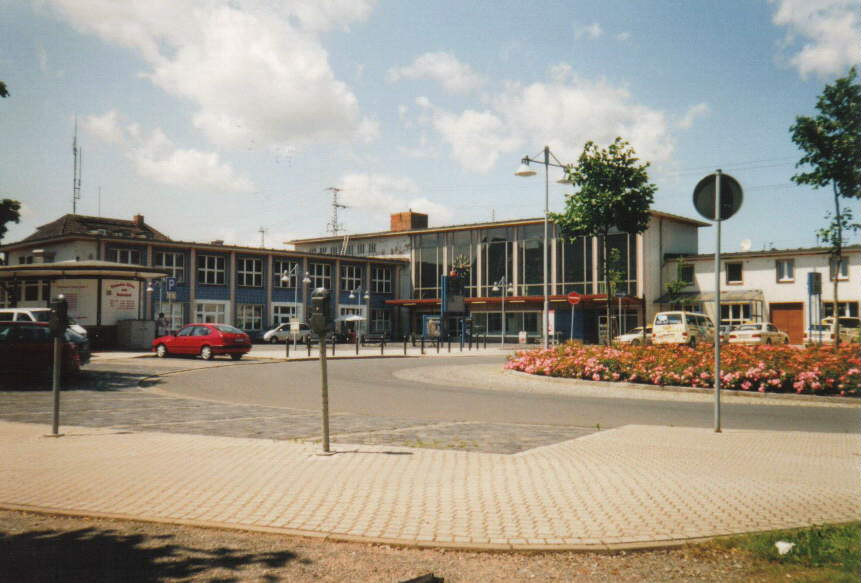
Bahnhof Sangerhausen

#### Eisenbahn

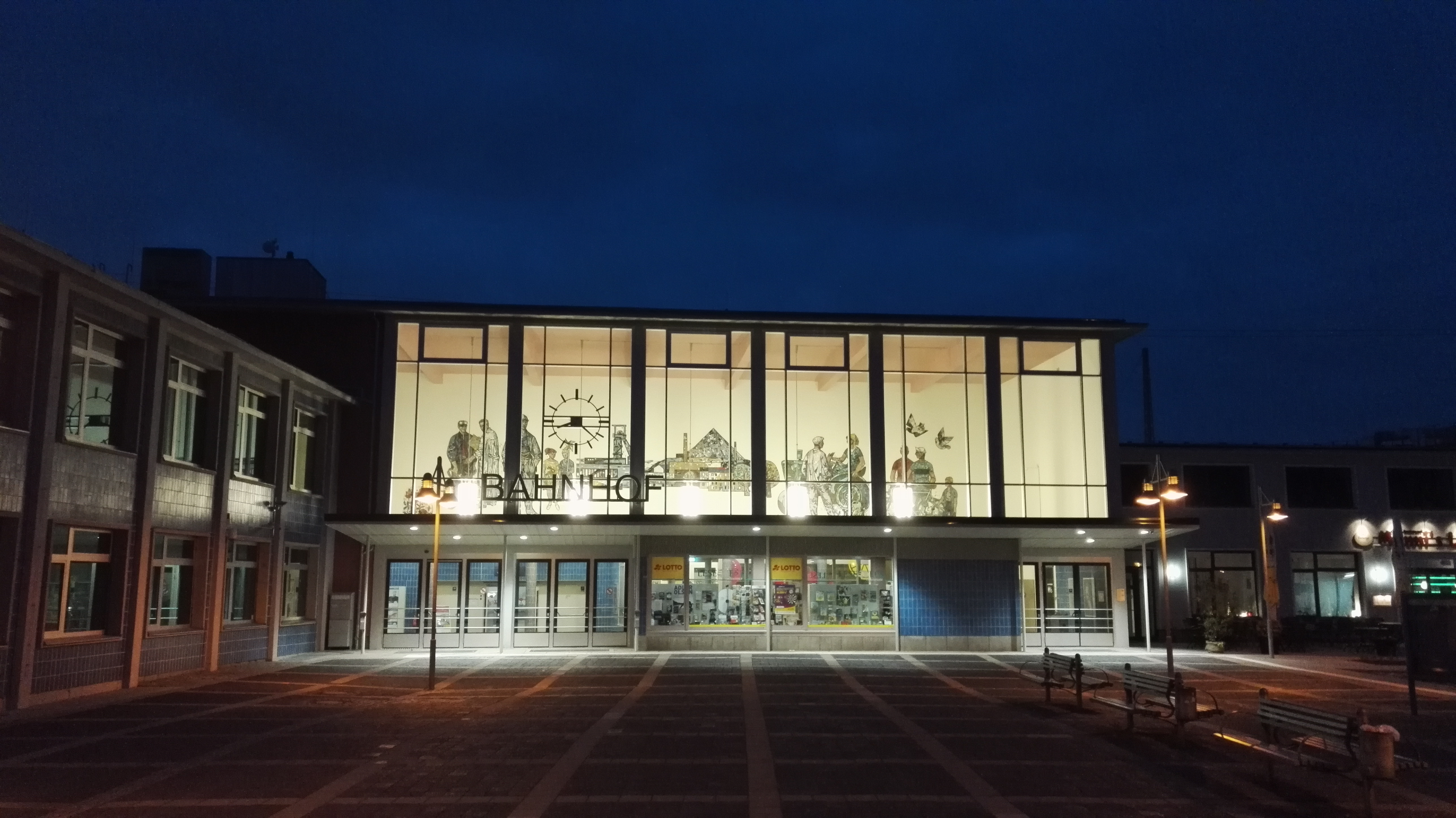
Kunstwerk im Bahnhof bei Nacht

Im Bahnhof Sangerhausen kreuzen sich die Eisenbahnlinien Halle–Hann. Münden und Magdeburg–Erfurt, für letztere trifft sich hier die Bahnstrecke Sangerhausen–Erfurt von Süden mit dem Abschnitt der Bahnstrecke Berlin–Blankenheim von Norden. Seit Dezember 2021 ist der Bahnhof in das Netz der S-Bahn Mitteldeutschland eingebunden.
Im Eingangsbereich des Bahnhofs befindet sich ein 1963 geschaffenes großes Wandmosaik des Künstlers Wilhelm Schmied (1910–1984), das verschiedene dem Sozialistischen Realismus verpflichtete Bildmotive zeigt.

#### Busverkehr
Der öffentliche Personennahverkehr wird unter anderem durch den TaktBus des Bahn-Bus-Landesnetz Sachsen-Anhalt erbracht. Folgende Verbindungen führen ab Sangerhausen:
- Linie 450: Sangerhausen ↔ Tilleda ↔ Roßla ↔ Berga ↔ Rottleberode ↔ Stolberg ↔ Breitenstein
- Linie 460: Sangerhausen ↔ Gonna ↔ Grillenberg ↔ Wippra ↔ Königerode ↔ Harzgerode

Der städtische und regionale Busverkehr wird von der Verkehrsgesellschaft Südharz (VGS) durchgeführt.

#### Straße
Durch Sangerhausen führte die im Jahre 2007 im Bereich von Sangerhausen zur Landesstraße herabgestufte B 80 von Halle nach Nordhausen. Auf einer Ortsumgehung verläuft zusätzlich die B 86 von Erfurt nach Hettstedt. Weitere Straßen verbinden die Stadt mit Bad Frankenhausen im Südwesten, Oberröblingen im Süden (alte B 86), Othal im Osten, Wippra im Norden sowie Lengefeld und Wettelrode im Nordwesten.
Südlich der Stadt verläuft als wichtigste Fernverbindung die A 38 (Leipzig/Halle–Göttingen/Kassel). Am Dreieck „Südharz“ bei Sangerhausen beginnt die A 71 über Erfurt nach Schweinfurt. An der A 38 befinden sich die Anschlussstellen Sangerhausen-West (15) und Sangerhausen-Süd (16).
Die Weiterführung der A 71 in den Norden nach Plötzkau zur A 14 soll in den Bundesverkehrswegeplan 2015 aufgenommen werden.

### Gesundheit
Einer der größten Arbeitgeber der Stadt Sangerhausen ist das Helios-Klinikum. Es dient als Akademisches Lehrkrankenhaus der Martin-Luther-Universität Halle-Wittenberg. Das Klinikum ist laut § 3 Landeskrankenhausgesetz für die Basisversorgung zuständig.
Das Klinikum wurde im Februar 2009 privatisiert. Vorher befand es sich zusammen mit den Krankenhäusern in Hettstedt und Eisleben im Besitz des Landkreises.

## Sonstiges
Der durch das Palomar-Observatorium am 25. März 1971 erstmals entdeckte Asteroid „9819 Sangerhausen“ wurde nach der Stadt Sangerhausen benannt.
In der bekannten Operette „Im Weißen Rößl am Wolfgangsee“ ist der schöne Sigismund Sülzheimer aus Sangerhausen.